# Pejibaye de Pérez Zeledón
Pejibaye es un distrito del cantón de Pérez Zeledón, en la provincia de San José, de Costa Rica.

## Historia
Pejibaye fue creado el 13 de mayo de 1966 por medio de Decreto Ejecutivo 2. Segregado de San Pedro.

## Geografía
Pejibaye cuenta con un área de 141,18 km² y una altitud media de 402 m s. n. m.

## Demografía
Para el año 2022, Pejibaye cuenta con una población estimada de 6079 habitantes, y para el último censo efectuado, en 2011, Pejibaye contaba con una población de 7995 habitantes.

## Localidades
- Poblados: Achiotal, Águila, Alto Trinidad (Puñal), Bajo Caliente, Bajo Minas, Barrionuevo, Bellavista, Calientillo, Delicias, Desamparados, El Progreso, Gibre, Guadalupe, Las Cruces, Mesas, Minas, Paraíso, San Marcos, San Martín, San Miguel, Santa Fe, Surtubal (parte), Trinidad, Veracruz, Zapote.

## Transporte

### Carreteras
Al distrito lo atraviesan las siguientes rutas nacionales de carretera:
- Ruta nacional 244
- Ruta nacional 329
- Ruta nacional 330
- Ruta nacional 331
- Ruta nacional 332